# Anrath
Anrath est un quartier de la ville de Willich dans l'arrondissement de Viersen, en Rhénanie-du-Nord-Westphalie (Allemagne).

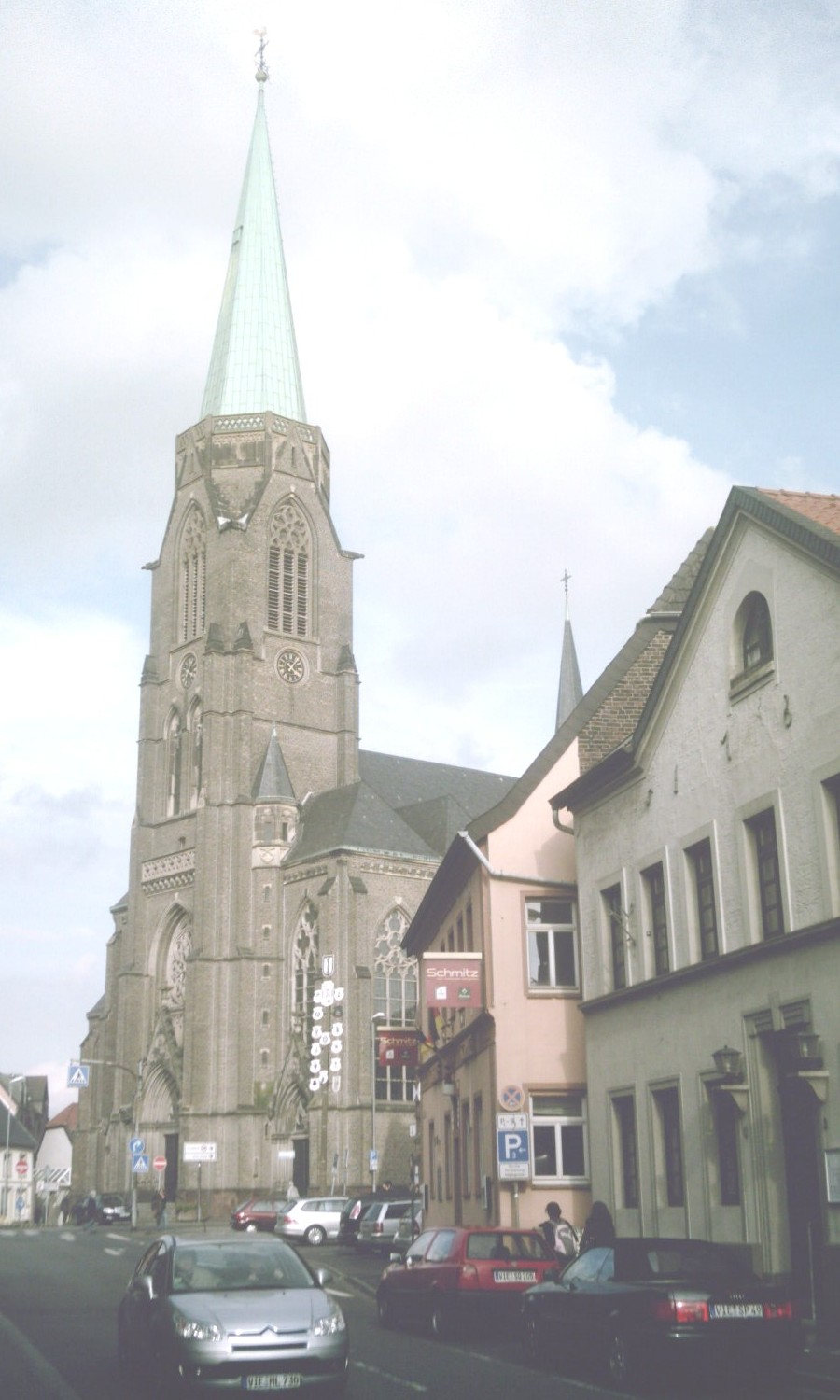
Anrath:
L'église catholique romaine

Le bourg d'Anrath fut une municipalité autonome jusqu'au 31 décembre 1969. Dans les années 1960, le gouvernement provincial de la Rhénanie-du-Nord-Westfalie ordonna une fusion des anciennes municipalités d'Anrath, de Neersen, de Schiefbahn et de Willich-la-vieille en la nouvelle ville de Willich le 1er janvier 1970.
Depuis ce jour, Anrath ne forme qu'un quartier de la ville de Willich.

## L'époque française
De 1798 jusqu'à 1814, Anrath fut même un village français et se trouva dans le département de la Roer. À cette époque-là, Anrath s'appela Anrad et fut une partie de la mairie de Neersen dans l'arrondissement de Crefelt.